# DeBary
Pour les articles homonymes, voir Bary.
DeBary est une ville dans l’État de Floride, aux États-Unis.

## Démographie
| 1960  | 1970  | 1980  | 1990  | 2000   | 2010   |
| ----- | ----- | ----- | ----- | ------ | ------ |
| 2 362 | 3 154 | 4 980 | 7 176 | 15 559 | 19 320 |